# 吳育 (清朝)
吴育，字山子，清朝江苏吴江人，吴兆骞曾孙。
吴育与包世臣、李兆洛交往，能做文章，工书法，曾说：“下笔须使笔毫平铺纸上，乃四面圆足，此阳冰篆法，书家真秘密语。”其书法理论被包世臣所取。擅长篆书，书法与邓石如相近。有《私艾斋文集》。